# Adenanthos argyreus
Adenanthos argyreus es un arbusto de la familia Proteaceae nativo de Australia occidental. Los arbustos son compactos, suelen tener entre 0,4-1 m de altura y sus hojas son alternas, de 6-12 mm de largo.